# Сіра савка
Сіра савка (Biziura) — рід водних птахів родини качкових (Anatidae). Включає один сучасний австралійський вид та один вимерлий новозеландський вид (відомий лише з субфосильних решток).

## Класифікація
- Савка сіра (Biziura lobata)
- †Biziura delautouri